# Indicele compozit al Bursei de Valori București
Indicele compozit al Bursei de Valori București (BET-C) a fost creat pentru a reflecta evoluția de ansamblu a prețurilor tuturor societăților listate la Bursa de Valori București (BVB) (cu excepția Societăților de Investiții Financiare). 
Necesitatea creării acestui indice compozit a fost impusă și de creșterea numărului de societăți listate la BVB. Valoarea sa inițială a fost de 1.000 puncte, iar pe data de 10 iulie 2007 indicele a depășit pentru prima oară valoarea de 7.000 puncte, închizând la valoarea de 7.070,98.